# IC 3924
IC 3924 ist eine elliptische Galaxie vom Hubble-Typ E im Sternbild Haar der Berenike am Nordsternhimmel. Sie ist schätzungsweise 1770 Millionen Lichtjahre von der Milchstraße entfernt.
Das Objekt wurde am 27. Januar 1904 von Max Wolf entdeckt.